# Bond County
Bond County är ett county i delstaten Illinois i USA, med 17 768 invånare (2000). Den administrativa huvudorten (county seat) är Greenville.
Området fick sitt namn vid bildandet efter politikern Shadrach Bond som enhälligt valdes året därpå till guvernör i delstatens första guvernörsval.

## Politik
Bond County tenderar att rösta på republikanerna i politiska val.
Republikanernas kandidat har vunnit rösterna i countyt i samtliga presidentval under 2000-talet. Totalt har demokraternas kandidat vunnit countyt fem gånger sedan 1880, nämligen 1912, 1932, 1964, 1992 och 1996. I valet 2016 vann republikanernas kandidat med 64,6 procent av rösterna mot 27,3 för demokraternas kandidat, vilket är den näst största segermarginalen i countyt för en kandidat genom alla tider, endast i valet 1920 var segermarginalen större.

## Geografi
Enligt United States Census Bureau har countyt en total area på 991 km². 985 km² av den arean är land och 6 km² är vatten.

### Angränsande countyn
- Montgomery County - nord
- Fayette County - öst
- Clinton County - syd
- Madison County - väst